# Болл, Дерек
Дерек Джон Болл (англ. Derek John Ball) (1930 — 26 июля 1988) — британский звукорежиссёр

, работавший над такими фильмами, как «Сочувствие к дьяволу», «Мотылёк», «Роллербол», «Звёздные войны», «Джулия», «Сатурн-3», «Супергёрл», «Львиное сердце» и четыре фильма о Джеймсе Бонде. Он также получил премию «Оскар» в категории «Лучший звук», за работу над «Звёздными войнами».

## Биография
Дерек Джон Болл родился в районе Ислингтон, столице Лондон, стране Англия, государстве Великобритания в 1930 году, и начал свою карьеру в кинобизнесе в конце 1960-х годов. Его первым фильмом в качестве звукорежиссёра, стала военная драма Джека Голда 1968 года — «Пушка Бофора».
Поработав над такими голливудскими фильмами, как «Сочувствие к дьяволу» 1968 года, «Любители музыки» 1971 года, «Путешествия с моей тётей» 1972 года, «Мотылёк» 1973 года, «Досье ODESSA» 1974 года, «Вставки», «Роллербол» (оба 1975 года) и «Путешествие проклятых» 1976 года, Дерек Болл сделал вклад в сознание культового научно-фантастического фильма 1977 года — «Звёздные войны», и в 1978 году, получил премию «Оскар» в категории «Лучший звук» вместе с Доном МакДугаллом, Рэем Уэстом и Бобом Минклером, но отсутствовал на церемонии.
Дерек Болл также работал над четырьмя из пяти фильмов о Джеймсе Бонде, вышедших в 1980-х годах (все были сняты Джоном Гленом): «Только для твоих глаз» 1981 года, «Осьминожка» 1983 года, «Вид на убийство» 1985 года и «Искры из глаз» 1987 года.
Последним фильмом, над которым работал Дерек Болл, было «Львиное сердце» в жанре приключения, которое вышло 14 августа 1987 года, почти за год до смерти Болла 26 июля 1988 года в графстве Беркшир, стране Англия, государстве Великобритания, в возрасте 57/58 лет.

## Фильмография
- Пушка Бофора (1968)
- Сочувствие к дьяволу (1968)
- Если сегодня вторник, то это должна быть Бельгия (1969)
- Артур! Артур! (1969)
- Любители музыки (1971)
- Док (1971)
- Поймать шпиона (1971)
- Ведьма-девственница (1972)
- Путешествия с моей тётей (1972)
- Любовь и боль и прочая ерунда (1973)
- Мотылёк (1973)
- Лютер (1974)
- Досье ODESSA (1974)
- Роллербол (1975)
- Вставки (1975)
- Эмили (1976)
- Путешествие проклятых (1976)
- Звёздные войны[a] (1977)
- Джулия (1977)
- Четыре пера (1978)
- Мальчики из Бразилии (1978)
- Большое ограбление поезда (1978)
- Бегство к Афине (1979)
- Европейцы (1979)
- На Западном фронте без перемен (1979)
- Сатурн-3 (1980)
- Игра в классики (1980)
- Зелёный лёд (1981)
- Только для твоих глаз (1981)
- Птанг. Янг. Киппербанг. (1982)
- Пять дней лета (1982)
- Осьминожка (1983)
- Горе невинным (1984)
- Совершенно секретно! (1984)
- Крик о помощи (1984)
- Супергёрл (1984)
- Вид на убийство (1985)
- Жажда смерти 3 (1985)
- Клаудия (1985)
- Любовница в снах (1986)
- Искры из глаз (1987)
- Львиное сердце (1987)

## Награды и номинации
- 1976 — Премия Британской Академии в области кино в категории «Лучший саундтрек» («Роллербол»); совместно с Лесом Уиггинсом, Арчи Ладски и Гордоном К. МакКаллумом[3] (номинация)
- 1978 — Премия «Оскар» в категории «Лучший звук» («Звёздные войны[a]»); совместно с Доном МакДугаллом, Рэем Уэстом и Бобом Минклером[1][2] (победа)
- 1979 — Премия Британской Академии в области кино в категории «Лучший саундтрек» («Звёздные войны[a]»); совместно с Сэмом Шоу, Робертом Р. Рутледжем, Гордоном Дэвидсоном, Джином Корсо, Доном МакДугаллом, Бобом Минклером, Рэем Уэстом, Майклом Минклером, Лесом Фрешольцем, Ричардом Портманом и Беном Бёрттом[4][5] (победа)

## Заметки
1. 1 2 3 4 5 6  Позже названные как «Звёздные войны. Эпизод IV: Новая надежда»